# Юдін Михайло Айзікович
Миха́йло А́йзікович Ю́дін (нар. 27 серпня 1949) — український промисловець і організатор виробництва. Голова правління — генеральний директор ТДВ «Первомайськдизельмаш».
Заслужений машинобудівник України, доктор економічних наук (2013).
Почесний громадянин міста Первомайська.

## Життєпис
Народився 27 серпня 1949 року в місті Первомайську Миколаївської області в родині робітника.
Після закінчення у 1966 році Первомайської середньої школи № 12 був прийнятий учнем слюсаря на Первомайський машинобудівний завод імені 25 Жовтня. Того ж року вступив на вечірнє відділення Одеського технологічного інституту холодильної промисловості, а у 1968 році перевівся на стаціонарне відділення Одеського політехнічного інституту. У 1972 році закінчив Одеський політехнічний інститут за спеціальністю «Технологія машинобудування, металорізальні верстати та інструменти» і отримав кваліфікацію інженера-механіка.
Після закінчення інституту направлений на машинобудівний завод імені 25 Жовтня, де працював майстром, заступником начальника механічного цеху, головним метрологом, начальником відділу технічного контролю. У 1987—1990 роках очолював Держприймання на цьому ж підприємстві.
У 1990 році М. А. Юдін призначений на посаду заступника головного інженера — начальника технічного відділу машинобудівного заводу імені 25 Жовтня, а з 1996 року — директор з економіки та фінансів АТВТ «Первомайськдизельмаш».
У 1997 році на загальних зборах акціонерів обраний Головою правління — генеральним директором АТВТ «Первомайськдизельмаш». У 2010 році обраний генеральним директором товариства з додатковою відповідальністю «Первомайськдизельмаш», у 2014 році — головою Наглядової ради товариства з додатковою відповідальністю «Первомайськдизельмаш».
У 2005 році М. А. Юдін здобув науковий ступінь кандидата економічних наук, а у 2013 році — науковий ступінь доктора економічних наук за спеціальністю «Економіка та управління національним господарством».

## Громадсько-політична діяльність
Двічі обирався депутатом Первомайської міської ради 3-го (1998—2002) та 4-го (2002—2006) скликань.
3 2005 року є членом правління Миколаївської обласної організації роботодавців «Промисловці та підприємці Миколаївщини» та Міжгалузевої асоціації «Укртеплокомуненерго».
З 2009 по 2020 рік був членом виконавчого комітету Первомайської міської ради та співголовою трьохсторонньої соціально-економічної ради при виконавчому комітеті Первомайської міської ради.

## Нагороди і почесні звання
За високі трудові досягнення в галузі машинобудування Указом Президента України від 19.09.2002 року № 841 Юдіну М. А. присвоєно почесне звання «Заслужений машинобудівник України».
Розпорядженням Голови Верховної Ради України від 14.09.2005 року № 1185 нагороджений Почесною грамотою Верховної Ради України.
За вагомий особистий внесок у соціально-економічний та культурний розвиток міста нагороджений медаллю «За заслуги перед містом Первомайськ» у 2006 році.
За визначний особистий внесок у соціально-економічний розвиток Української держави, високі трудові досягнення в галузі машинобудування та з нагоди 18-ї річниці з Дня незалежності України Указом Президента України від 18.08.2009 року № 619/2009 нагороджений орденом «За заслуги» 3-го ступеня.
Рішенням Первомайської міської ради від 16.09.2015 року, «за видатні заслуги та значний особистий вклад у розвиток м. Первомайська» Юдіну Михайлу Айзіковичу присвоєне звання «Почесний громадянин міста Первомайська».
Рішенням Миколаївської обласної ради № 124-р від 02.07.2019 року «за вагомий особистий внесок у розвиток вітчизняного машинобудування, багаторічну сумлінну працю, високий професіоналізм та активну життєву позицію» нагороджений відзнакою Миколаївської обласної ради — «За заслуги перед Миколаївщиною» 2-го ступеня.
Неодноразово нагороджувався почесними грамотами та подяками виконавчого комітету Первомайської міської ради, Миколаївської обласної ради, Миколаївської облдержадміністрації, Мінпромполітики України, Мінрегіонбуду та ЖКГ України, Міжгалузевої асоціації «Укртеплокомуненерго», Федерації Роботодавців України, тощо.
У 2005 та 2008 роках перемагав у конкурсі «Людина року Миколаївщини» в номінації «Промисловість».
За проведення благодійної діяльності, спрямованої на вирішення актуальних суспільних проблем міста неодноразово отримував звання «Благодійник міста Первомайська».